# Vlag van Wierden

vlag van de gemeente Wierden

De vlag van Wierden is op 11 december 1979 door de gemeenteraad van de Overijsselse gemeente Wierden aangenomen als gemeentevlag. De beschrijving luidt:
Wit met een blauw kruis, waarvan de armen een dikte hebben van 1/5 van de hoogte van de vlag en in de broektop een gele korenaar en in de broekhoek een gele weverspoel, beide geplaatst volgens de lijn, lopend van de hoek van de vlag naar het midden van het kruis. De verticale arm van het kruis in deze omschrijving op 1/3 van de lengte van de vlag.
Het ontwerp was van de Hoge Raad van Adel. De vlag heeft een hoogte-breedteverhouding van 2:3 en is wit met daarop een blauw Scandinavisch kruis, met aan de hijszijde boven een gele korenaar en onder een gele weverspoel. Het patroon en de kleuren zijn afgeleid van het gemeentewapen.

## Verwant symbool

Wapen van Wierden
Vlag van Finland

Almelo 
· Borne 
· Dalfsen 
· Deventer 
· Dinkelland 
· Enschede 
· Haaksbergen 
· Hardenberg 
· Hellendoorn 
· Hengelo 
· Hof van Twente 
· Kampen 
· Losser 
· Oldenzaal 
· Olst-Wijhe 
· Ommen 
· Raalte 
· Rijssen-Holten 
· Staphorst 
· Steenwijkerland 
· Tubbergen 
· Twenterand 
· Wierden 
· Zwartewaterland 
· Zwolle